# Acalypha peruviana
Acalypha peruviana é uma espécie de flor do gênero Acalypha, pertencente à família Euphorbiaceae.